# Давыдов, Афанасий Романович
Афанасий Романович Давыдов (1699 — после 1764) — участник Северной войны 1700—1721 гг., Персидского похода Петра I, русско-турецкой войны 1735—1739 гг. и Русско-шведской войны 1741—1743 гг., Оренбургский губернатор, действительный тайный советник.

## Биография

### На военной службе
Давыдов родился в 1699 году и происходил, по собственным словам, «из шляхетства, ис помещин». В возрасте 16 лет он поступил 16 февраля 1715 года солдатом в Санкт-Петербургский пехотный полк и последовательно производился в капралы (13 октября 1716 года), фурьеры (10 июля 1718 года), сержанты (11 августа 1720 года). Он принял участие в сражениях Северной войны: «На баталиах был в 719-м году в Швецыи при Зунстеке и под местечками Нордкопиным и Нинкопиным, в 720-м году при взятье четырёх фрегатов» (то есть в сражении при Гренгаме), а затем — в Персидском походе 1722—1723 годов (в том числе во взятии Баку).
20 января 1725 года Давыдов был произведён «во флигель-адъютанты по брегадирскому рангу в прапорщичей ранг», а 4 февраля следующего года назначен флигель-адъютантом при генерал-майоре князе И. Ф. Барятинском. 1 марта 1730 года генерал-фельдмаршал князь В. В. Долгоруков произвёл Давыдова в поручики, а ровно через год — в капитаны.
1 января 1732 года по результатам баллотировки Давыдова офицерами он был произведён в секунд-майоры, последующие чины — премьер-майора (18 августа 1734 года) и подполковника (30 ноября 1736 года) ему были пожалованы по утверждению представлений к производству генерал-фельдмаршалом Б. Х. Минихом. На протяжении царствования Анны Иоанновны Давыдов вновь участвовал в боевых действиях: сначала в осаде Гданьска корпусом под командованием П. П. Ласси (1734 год) в ходе войны за польское наследство, а затем во всех основных событиях Русско-турецкой войны 1735—1739 годов: взятии Перекопа, Очакова, Хотина, Ясс, Днестровском походе Миниха, сражении при Ставучанах.
В короткий период регентства герцога Э. И. Бирона Давыдов был произведён в полковники (25 октября 1740 года). В ходе начавшейся в следующем году войны со шведами он отличился при взятии крепости Вильманстранд (23 августа 1741 года). В 1740—1748 годах командовал Невским пехотным полком.

### У строений в Москве
В правление Елизаветы Петровны Давыдов занял видное служебное положение: пожалованный 1 января 1748 года в бригадиры, он уже в 1749 году (28 марта) был произведён в генерал-майоры и в 1750-е годы заведывал строениями, находившимися в ведении дворцового ведомства в Москве. За отличие, оказанное при ускоренной постройке под его руководством дворца для Елизаветы, 25 декабря 1755 года пожалован в тайные советники.
Князь Я. П. Шаховской, описывая свои служебные неприятности на посту генерал-кригс-комиссара (за реквизицию принадлежавшего дворцовому ведомству пустовавшего пивоваренного двора для нужд размещения больных солдат ему был объявлен выговор и предписано поместить больных в его собственном особняке), говорит о помощи, оказанной ему Давыдовым и хорошем знании последним внутренних течений при императорском дворе:

Я не могу уверить заподлинно, умышленно ли для собственных осторожностей, чтоб моё несчастие не прильнуло, или так просто случилось, что не только в тот день, но и во всю ту неделю в дом мой никто из моих родственников и приятелей не приезжал … А Афанасий Романович Давыдов в тот день на вечер ко мне с сожалением о моём приключении приехал. И как он тогда и сам при дворе у строения находился и знал многие случайных господ обстоятельства и предприятия, то пристойные способы к оправданию моему употребить мне присуждал. Мы, угадав, что сей толчок от графа Петра Ивановича Шувалова произведён, за лучшее предприяли в тот же день на отходящей немецкой почте написать от меня письмо о сем моём приключении к её императорскому величеству.

7 февраля 1758 года Елизавета Петровна уволила от должности по болезни первого Оренбургского губернатора И. И. Неплюева, возглавлявшего край с момента создания губернии в 1744 году. Более года его должность оставалась вакантной (в управление губернией временно вступил генерал А. И. Тевкелев), пока 19 апреля 1759 года не был издан указ «О назначении тайного советника Афанасия Давыдова губернатором в Оренбург».

### Оренбургский губернатор
В год назначения в Оренбург Давыдову было уже 60 лет. В исторической литературе распространено мнение, что, в отличие от своего предшественника, «Давыдов не оставил никаких особенно памятных фактов по управлению краем». Вместе с тем подчёркиваются отход губернатора от политики, проводимой Неплюевым по отношению к киргизам и их правителю Нурали-хану, негативно отражавшиеся на управлении губернией личные качества губернатора: «грубость, бестактность и нежелание Давыдова вникать в сущность дел, добиваться справедливости», он характеризуется как «человек уже пожилой, крайне бестактный, сварливый, заботившийся более об удовлетворении своего самолюбия, чем о деле», «упрямый старик».
Подобные оценки основаны на анализе взаимоотношений Давыдова с киргизскими ханами; с другой стороны, известно, что для казаков он являлся «внимательным и заботливым начальником», пресекал произвол чиновников, поддерживал хорошие взаимоотношения с калмыками и их ханом Дондук-Даши, вскоре после своего вступления в должность предлагал последнему выделить крупные силы (2 тыс. человек) для пресечения киргиз-кайсацких нападений в районе Яика.
Взаимоотношения с киргизами являлись основным предметом внимания Давыдова как губернатора. Бывший военный, он не считал необходимым делать киргизским ханам богатые подарки (как это было принято при Неплюеве), запретил киргизам кочевать на русскую сторону реки Яик, а в ответ на самовольные переходы через Яик и грабежи шедших в Оренбург караванов требовал от правительства разрешения принять против киргизов решительные меры с использованием военной силы, на что, однако, не получил санкции. Коллегия иностранных дел, стремившаяся «не давать никакого повода к неудовольствиям киргиз», минуя губернатора, выплачивала Нурали-хану и его братьям значительное жалование, а самому Давыдову рекомендовала действовать в примирительном духе и искать с ними дружбы.
После вступления на престол Екатерины II Давыдов, согласно предписанию правительства, привёл киргизских ханов и султанов к присяге новой императрице.
Ввиду возраста Давыдова и сложности в управлении краем, в помощники ему был определён в 1761 году вице-губернатор В. Е. Адодуров, которого в 1763 году сменил Д. В. Волков.

### Отставка
Весной 1763 года по предписанию Екатерины II Сенат решал вопрос о назначении новых губернаторов в Оренбург, Астрахань и Архангельск. Не одобрив к назначению в Оренбург никого из представленных ей кандидатов, императрица предписала (29 апреля):

Давыдова из Оренбурга отозвать сюда и определить по его способности, а пока назначен будет на его место другой губернатор, поручить оренбургскую губернию тамошнему вице-губернатору

Вскоре, 13 июня 1763 года, Волков был утверждён в должности губернатора.
В 1764 году 65-летний Давыдов, уже 50-й год состоявший на военной и гражданской службе, вышел в окончательную отставку. Вопрос об условиях отставки бывшего Оренбургского губернатора, как и ряда других заслуженных чиновников («из таких, которые за показанными изнеможениями совершенно дел отправлять не могут»), был передан на рассмотрение Сената, отметившего, что:

Многие из таких, которые по 7 лет и более в нынешних чинах состоят, а они при учинённом в сходственность именнаго Вашего И. В-ва высочайшего минувшего апреля 29 дня указа о награждении чинами докладе Вашему И. В-ву представлены не были, единственно за тем, что внесены были к пенсионам в реестр, а службу свою отправляли добропорядочно, тем наипаче, что, заслуживая награждение чинов по старшинству, остались без повышения

На этот основании Сенат представлял императрице, что Давыдов заслуживает производства в чин действительного тайного советника, равно как и назначения пенсиона «по губернаторскому окладу, кроме с.-петербургского, по 937 руб. 50 коп.». 7 октября 1764 года Екатерина II утвердила мнение Сената. Сведения о последних годах жизни Давыдова и точному времени его кончины не обнаружены. В метрике погоста Никольского что на Городище Зубцовского уезда Тверской губернии имеется запись о смерти генерала Афанасия Романовича Давыдова - 10 февраля 1773г
Давыдов имел единственного сына Александра (род. 1737), на 1756 год служившего каптенармусом в лейб-гвардии Семёновском полку.